# محطة مالانغ
محطة مالانغ (بالإنجليزية: Malang Station)‏ هي محطة سكة حديد تقع في إندونيسيا في مالانغ.